# Альтштейн, Анатолий Давидович
Анато́лий Дави́дович Альтште́йн (род. 6 февраля 1935 года, Ялта, СССР) — советский и российский вирусолог; специалист по онкогенным вирусам, вакцинам, генной инженерии и происхождению генетических систем. Разработчик концепций клеточного происхождения вирусных онкогенов (1972) и происхождения генетической системы — гипотеза прогенов (1987), выступающая в качестве одной из версий происхождения жизни на Земле. Открыл новый класс аденовирусных гибридов (1968) и предложил безлейкозную клеточную систему для производства вакцин (1968). Доктор медицинских наук, профессор.  Заслуженный деятель науки Российской Федерации (2001).

## Биография
Родился 6 февраля 1935 году в Ялте, в семье врачей Давида Осиповича Альтштейна и Марии Борисовны Шиманович, после войны осевших в Симферополе.
В 1957 году окончил 1-й Московский ордена Ленина медицинский институт имени И. М. Сеченова.
В 1957—1963 годах — старший лаборант, затем аспирант и младший научный сотрудник Института полиомиелита и вирусных энцефалитов имени М. П. Чумакова АМН СССР.
В 1963 году в Академии медицинских наук СССР защитил диссертацию на соискание учёной степени кандидата медицинских наук по теме «Изучение острой и хронической инфекции, вызываемой вирусом клещевого энцефалита в культуре ткани»
В 1963—1969 годах — заведующий лабораторией энтеро- и аденовирусных препаратов Государственного Контрольного Института (ГКИ) медицинских биологических препаратов им. Л.А. Тарасевича  Министерства здравоохранения СССР.
В 1969—1981 годах — руководитель группы онкогенных вирусов Института вирусологии имени Д. И. Ивановского АМН СССР.
В 1970 году в Институте вирусологии имени Д. И. Ивановского защитил диссертацию на соискание учёной степени доктора медицинских наук по теме «Дефектность онкогенных вирусов и вирусный канцерогенез: (Экспериментальное исследование на модели папова- и аденовирусов обезьян)».
В 1982—1990 г.г. — руководитель группы генетики вирусов Института общей генетики имени Н. И. Вавилова АН СССР.
В 1990-2008 г.г. — заведующий лабораторией генетики вирусов, в 2008-2016 главный научный сотрудник  Института биологии гена РАН
В 1991 году избран членом-корреспондентом РАЕН, в 2000 г.- академиком РАЕН
С 2013 г. главный научный сотрудник Национального исследовательского центра эпидемиологии и микробиологии имени Н. Ф. Гамалеи.
Профессор кафедры инфектологии и вирусологии Института профессионального образования Первого Московского государственного медицинского университета имени И. М. Сеченова.
Член редакционной коллегии журнала «Молекулярная генетика, микробиология и вирусология».

## Научные труды

### Монографии
- Общая и частная вирусология : Руководство : в 1 т. / А. Д. Альтштейн, А. Г. Букринская, А. Ф. Быковский … [и др.] ; Под ред. В. М. Жданова, С. Я. Гайдамович. — М. : Медицина, 1982. — Т. 2 : Общая вирусология. — 494 с. : ил. — В надзаг.: АМН СССР; авт. указаны на обороте тит. л..
- Общая и частная вирусология : Руководство : в 2 т. / А. Д. Альтштейн, А. Г. Букринская, А. Ф. Быковский … [и др.] ; Под ред. В. М. Жданова, С. Я. Гайдамович. — М. : Медицина, 1982. — Т. 2 : Частная вирусология. — 518 с. : ил. — В надзаг.: АМН СССР; авт. указаны на обороте тит. л..

### Статьи
- Аденовирусы : [арх. 3 января 2023] / Альтштейн А. Д. // А — Анкетирование [Электронный ресурс]. — 2005. — С. 224. — (Большая российская энциклопедия : [в 35 т.] / гл. ред. Ю. С. Осипов ; 2004—2017, т. 1). — ISBN 5-85270-329-X.
- Вирусология : [арх. 21 октября 2022] / Альтштейн А. Д. // Великий князь — Восходящий узел орбиты [Электронный ресурс]. — 2006. — С. 374—376. — (Большая российская энциклопедия : [в 35 т.] / гл. ред. Ю. С. Осипов ; 2004—2017, т. 5). — ISBN 5-85270-334-6.
- Онкогенные вирусы : [арх. 3 января 2023] / Альтштейн А. Д. // Океанариум — Оясио [Электронный ресурс]. — 2014. — С. 208. — (Большая российская энциклопедия : [в 35 т.] / гл. ред. Ю. С. Осипов ; 2004—2017, т. 24). — ISBN 978-5-85270-361-3.
- Полиомавирусы : [арх. 15 июня 2024] / Альтштейн А. Д. // Перу — Полуприцеп [Электронный ресурс]. — 2014. — С. 674. — (Большая российская энциклопедия : [в 35 т.] / гл. ред. Ю. С. Осипов ; 2004—2017, т. 26). — ISBN 978-5-85270-363-7.